# Александар Грличков
Александар Грличков (Штип, 18. јануар 1923 — Струга, 26. јул 1989) био је политолог, учесник Народноослободилачке борбе и друштвено-политички радник СФР Југославије и СР Македоније.

## Биографија
Александар Грличков рођен је 18. јануара 1923. године у Штипу. По струци је доктор политичких наука. Зарана је учествовао у напредном радничком покрету. Члан Савеза комунистичке омладине Југославије био је од 1939. године. Учесник Народноослободилачке борбе је од 1941. године, а члан Комунистичке партије Југославије постао је 1943. године.
После ослобођења земље, вршио је више одговорних политичких функција:
- секретар Градског, Среског и Окружног Народног одбора у Штипу
- потпредседник Планске комисије НР Македоније
- директор Завода за привредно планирање НР Македоније
- члан, потпредседник и председник Извршног већа Собрања НР Македоније од 1961. до 1965. године
- члан и потпредседник Савезног извршног већа
- члан Председништва Централног комитета СКЈ од 1974. до 1982. године
- секретар у Извршном комитету Централног комитета СКЈ, односно председник Комисије за међународну сарадњу СКЈ
- члан Председништва и председник Савезне комисије Социјалистичког савеза радног народа Југославије од маја 1985. до маја 1986. године

Бавио се теоријским истраживањем савременог социјализма. Од 1954. године био је доцент Скопског универзитета, а од 1969. године професор на Београдском универзитету. Био је и сарадник више научно-истраживачких института и дугогодишњи главни уредник часописа СКЈ за теоријска питања „Социјализам“. Био је председник Савета Међународне трибине „Социјализам у свету“ у Цавтату. У земљи и иностранству објавио је више научних радова из области економије, међународних односа и опште теорије социјализма.
Умро је 26. јула 1989. године у Струги.
Године 1983. одликован је Орденом југословенске заставе са лентом.